# Circoscrizione Inghilterra sud-orientale
La circoscrizione Inghilterra sud-orientale è stata una circoscrizione elettorale per l'elezione degli europarlamentari del Parlamento europeo spettanti al Regno Unito. Ha eletto 10 membri del Parlamento europeo usando il metodo D'Hondt della rappresentazione proporzionale della lista dei partiti fino all'uscita del Regno Unito dall'Unione europea il 31 gennaio 2020.

## Confini
Il collegio elettorale corrisponde all'Inghilterra sudorientale, nel sud est del Regno Unito, che comprende le contee cerimoniali del Berkshire, Buckinghamshire, East Sussex, Hampshire, l'Isola di Wight, Kent, Oxfordshire, Surrey e West Sussex.

## Storia
È stato costituito a seguito dell'European Parliamentary Elections Act 1999, in sostituzione di un numero di collegi elettorali a membro unico. Questi erano Buckinghamshire and Oxfordshire East, East Sussex and Kent South, Hampshire North and Oxford, Itchen, Test and Avon, Kent East, Kent West, South Downs West, Surrey, Sussex South and Crawley, Thames Valley, Wight and Hampshire South, e parti di Bedfordshire and Milton Keynes, Cotswolds e London South and Surrey East.
| Eurodeputati per l'Inghilterra sud-orientale dal 1979 al 1999                                | Eurodeputati per l'Inghilterra sud-orientale dal 1979 al 1999 | Eurodeputati per l'Inghilterra sud-orientale dal 1979 al 1999 | Eurodeputati per l'Inghilterra sud-orientale dal 1979 al 1999 | Eurodeputati per l'Inghilterra sud-orientale dal 1979 al 1999 | Eurodeputati per l'Inghilterra sud-orientale dal 1979 al 1999 | Eurodeputati per l'Inghilterra sud-orientale dal 1979 al 1999          | Eurodeputati per l'Inghilterra sud-orientale dal 1979 al 1999          | Eurodeputati per l'Inghilterra sud-orientale dal 1979 al 1999               | Eurodeputati per l'Inghilterra sud-orientale dal 1979 al 1999 |
| Election                                                                                     |                                                               | 1979 – 1984                                                   |                                                               | 1984 – 1989                                                   |                                                               | 1989 – 1994                                                            |                                                                        | 1994 – 1999                                                                 |                                                               |
| -------------------------------------------------------------------------------------------- | ------------------------------------------------------------- | ------------------------------------------------------------- | ------------------------------------------------------------- | ------------------------------------------------------------- | ------------------------------------------------------------- | ---------------------------------------------------------------------- | ---------------------------------------------------------------------- | --------------------------------------------------------------------------- | ------------------------------------------------------------- |
| Sussex East (1979–1994) East Sussex and Kent South (1994–1999)                               |                                                               | Jack Stewart-Clark Conservatore                               | Jack Stewart-Clark Conservatore                               | Jack Stewart-Clark Conservatore                               | Jack Stewart-Clark Conservatore                               | Jack Stewart-Clark Conservatore                                        | Jack Stewart-Clark Conservatore                                        | Jack Stewart-Clark Conservatore                                             |                                                               |
| Hampshire West (1979–1984) Hampshire Central (1984–1994) Itchen, Test and Avon (1994–1999)   |                                                               | Basil de Ferranti Conservatore                                | Basil de Ferranti Conservatore                                | Basil de Ferranti Conservatore                                |                                                               | Edward Kellett-Bowman Conservatore                                     | Edward Kellett-Bowman Conservatore                                     | Edward Kellett-Bowman Conservatore                                          |                                                               |
| Kent East                                                                                    |                                                               | Christopher Jackson Conservatore                              | Christopher Jackson Conservatore                              | Christopher Jackson Conservatore                              | Christopher Jackson Conservatore                              | Christopher Jackson Conservatore                                       |                                                                        | Mark Watts Laburista                                                        |                                                               |
| Kent West                                                                                    |                                                               | Ben Patterson Conservatore                                    | Ben Patterson Conservatore                                    | Ben Patterson Conservatore                                    | Ben Patterson Conservatore                                    | Ben Patterson Conservatore                                             |                                                                        | Peter Skinner Laburista                                                     |                                                               |
| Circoscrizione Surrey (1979–1984, 1994-1999) Surrey West (1984–1994)                         |                                                               | Charles Wellesley Conservatore                                | Charles Wellesley Conservatore                                | Charles Wellesley Conservatore                                |                                                               | Tom Spencer Conservatore                                               | Tom Spencer Conservatore                                               | Tom Spencer Conservatore                                                    |                                                               |
| Sussex West (1979–1994) Sussex South and Crawley (1994–1999)                                 |                                                               | Madron Seligman Conservatore                                  | Madron Seligman Conservatore                                  | Madron Seligman Conservatore                                  | Madron Seligman Conservatore                                  | Madron Seligman Conservatore                                           |                                                                        | Brendan Donnelly Conservatore (1994 – 1999) Conservatore Pro-Europeo (1999) |                                                               |
| Thames Valley                                                                                |                                                               | Diana Elles Conservatore                                      | Diana Elles Conservatore                                      | Diana Elles Conservatore                                      |                                                               | John Stevens Conservatore(1989 – 1999) Conservatore Pro-Europeo (1999) | John Stevens Conservatore(1989 – 1999) Conservatore Pro-Europeo (1999) | John Stevens Conservatore(1989 – 1999) Conservatore Pro-Europeo (1999)      |                                                               |
| Wight and Hampshire East (1979–1994) Wight and Hampshire South (1994–1999)                   |                                                               | Stanley Johnson Conservatore                                  |                                                               | Richard Simmonds Conservatore                                 | Richard Simmonds Conservatore                                 | Richard Simmonds Conservatore                                          |                                                                        | Roy Perry Conservatore                                                      |                                                               |
| Oxfordshire and Buckinghamshire (1984–1994) Buckinghamshire and Oxfordshire East (1994–1999) | Seggio non stabilito                                          | Seggio non stabilito                                          |                                                               | James Elles Conservatore                                      | James Elles Conservatore                                      | James Elles Conservatore                                               | James Elles Conservatore                                               | James Elles Conservatore                                                    |                                                               |
| Hampshire North and Oxford                                                                   | Seggio non stabilito                                          | Seggio non stabilito                                          | Seggio non stabilito                                          | Seggio non stabilito                                          | Seggio non stabilito                                          | Seggio non stabilito                                                   |                                                                        | Graham Mather Conservatore                                                  |                                                               |
| South Downs West                                                                             | Seggio non stabilito                                          | Seggio non stabilito                                          | Seggio non stabilito                                          | Seggio non stabilito                                          | Seggio non stabilito                                          | Seggio non stabilito                                                   |                                                                        | James Provan Conservatore                                                   |                                                               |

## Nuovi membri
| Eurodeputati per l'Inghilterra sudorientale, dal 1999 in poi | Eurodeputati per l'Inghilterra sudorientale, dal 1999 in poi | Eurodeputati per l'Inghilterra sudorientale, dal 1999 in poi                            | Eurodeputati per l'Inghilterra sudorientale, dal 1999 in poi                            | Eurodeputati per l'Inghilterra sudorientale, dal 1999 in poi                            | Eurodeputati per l'Inghilterra sudorientale, dal 1999 in poi                            | Eurodeputati per l'Inghilterra sudorientale, dal 1999 in poi                            | Eurodeputati per l'Inghilterra sudorientale, dal 1999 in poi                            | Eurodeputati per l'Inghilterra sudorientale, dal 1999 in poi                            | Eurodeputati per l'Inghilterra sudorientale, dal 1999 in poi                            | Eurodeputati per l'Inghilterra sudorientale, dal 1999 in poi                            | Eurodeputati per l'Inghilterra sudorientale, dal 1999 in poi                            | Eurodeputati per l'Inghilterra sudorientale, dal 1999 in poi                            | Eurodeputati per l'Inghilterra sudorientale, dal 1999 in poi                            | Eurodeputati per l'Inghilterra sudorientale, dal 1999 in poi                            | Eurodeputati per l'Inghilterra sudorientale, dal 1999 in poi                            | Eurodeputati per l'Inghilterra sudorientale, dal 1999 in poi                            | Eurodeputati per l'Inghilterra sudorientale, dal 1999 in poi |
| Elezione                                                     |                                                              | 1999 (V legislatura)                                                                    |                                                                                         | 2004 (VI legislatura)                                                                   | 2004 (VI legislatura)                                                                   | 2004 (VI legislatura)                                                                   |                                                                                         | 2009 (VII legislatura)                                                                  | 2009 (VII legislatura)                                                                  | 2009 (VII legislatura)                                                                  |                                                                                         | 2014 (VIII legislatura)                                                                 | 2014 (VIII legislatura)                                                                 | 2014 (VIII legislatura)                                                                 |                                                                                         | 2019 (IX legislatura)                                                                   |                                                              |
| ------------------------------------------------------------ | ------------------------------------------------------------ | --------------------------------------------------------------------------------------- | --------------------------------------------------------------------------------------- | --------------------------------------------------------------------------------------- | --------------------------------------------------------------------------------------- | --------------------------------------------------------------------------------------- | --------------------------------------------------------------------------------------- | --------------------------------------------------------------------------------------- | --------------------------------------------------------------------------------------- | --------------------------------------------------------------------------------------- | --------------------------------------------------------------------------------------- | --------------------------------------------------------------------------------------- | --------------------------------------------------------------------------------------- | --------------------------------------------------------------------------------------- | --------------------------------------------------------------------------------------- | --------------------------------------------------------------------------------------- | ------------------------------------------------------------ |
| Dep. Partito                                                 |                                                              | Nigel Farage UKIP (1999–2018) Indipendente (2018–2019) Partito della Brexit (2019–2020) | Nigel Farage UKIP (1999–2018) Indipendente (2018–2019) Partito della Brexit (2019–2020) | Nigel Farage UKIP (1999–2018) Indipendente (2018–2019) Partito della Brexit (2019–2020) | Nigel Farage UKIP (1999–2018) Indipendente (2018–2019) Partito della Brexit (2019–2020) | Nigel Farage UKIP (1999–2018) Indipendente (2018–2019) Partito della Brexit (2019–2020) | Nigel Farage UKIP (1999–2018) Indipendente (2018–2019) Partito della Brexit (2019–2020) | Nigel Farage UKIP (1999–2018) Indipendente (2018–2019) Partito della Brexit (2019–2020) | Nigel Farage UKIP (1999–2018) Indipendente (2018–2019) Partito della Brexit (2019–2020) | Nigel Farage UKIP (1999–2018) Indipendente (2018–2019) Partito della Brexit (2019–2020) | Nigel Farage UKIP (1999–2018) Indipendente (2018–2019) Partito della Brexit (2019–2020) | Nigel Farage UKIP (1999–2018) Indipendente (2018–2019) Partito della Brexit (2019–2020) | Nigel Farage UKIP (1999–2018) Indipendente (2018–2019) Partito della Brexit (2019–2020) | Nigel Farage UKIP (1999–2018) Indipendente (2018–2019) Partito della Brexit (2019–2020) | Nigel Farage UKIP (1999–2018) Indipendente (2018–2019) Partito della Brexit (2019–2020) | Nigel Farage UKIP (1999–2018) Indipendente (2018–2019) Partito della Brexit (2019–2020) |                                                              |
| Dep. Partito                                                 |                                                              | Roy Perry Conservatore                                                                  |                                                                                         | Ashley Mote UKIP (2004) Indipendente (2004–2009)                                        | Ashley Mote UKIP (2004) Indipendente (2004–2009)                                        | Ashley Mote UKIP (2004) Indipendente (2004–2009)                                        |                                                                                         | Marta Andreasen UKIP (2009–13) Conservatore (2013–2014)                                 | Marta Andreasen UKIP (2009–13) Conservatore (2013–2014)                                 | Marta Andreasen UKIP (2009–13) Conservatore (2013–2014)                                 |                                                                                         | Ray Finch UKIP (2014-2019) Partito della Brexit (2019)                                  | Ray Finch UKIP (2014-2019) Partito della Brexit (2019)                                  | Ray Finch UKIP (2014-2019) Partito della Brexit (2019)                                  |                                                                                         | Robert Rowland Partito della Brexit                                                     |                                                              |
| Dep. Partito                                                 |                                                              | James Elles Conservatore                                                                | James Elles Conservatore                                                                | James Elles Conservatore                                                                | James Elles Conservatore                                                                | James Elles Conservatore                                                                | James Elles Conservatore                                                                | James Elles Conservatore                                                                | James Elles Conservatore                                                                | James Elles Conservatore                                                                |                                                                                         | Diane James UKIP (2014–2016) Indipendente (2016–2019) Partito della Brexit (2019)       | Diane James UKIP (2014–2016) Indipendente (2016–2019) Partito della Brexit (2019)       | Diane James UKIP (2014–2016) Indipendente (2016–2019) Partito della Brexit (2019)       |                                                                                         | Alexandra Phillips Partito della Brexit                                                 |                                                              |
| Dep. Partito                                                 |                                                              | Nirj Deva Conservatore                                                                  | Nirj Deva Conservatore                                                                  | Nirj Deva Conservatore                                                                  | Nirj Deva Conservatore                                                                  | Nirj Deva Conservatore                                                                  | Nirj Deva Conservatore                                                                  | Nirj Deva Conservatore                                                                  | Nirj Deva Conservatore                                                                  | Nirj Deva Conservatore                                                                  | Nirj Deva Conservatore                                                                  | Nirj Deva Conservatore                                                                  | Nirj Deva Conservatore                                                                  | Nirj Deva Conservatore                                                                  |                                                                                         | Belinda De Camborne Lucy Partito della Brexit                                           |                                                              |
| Dep. Partito                                                 |                                                              | Daniel Hannan Conservatore                                                              | Daniel Hannan Conservatore                                                              | Daniel Hannan Conservatore                                                              | Daniel Hannan Conservatore                                                              | Daniel Hannan Conservatore                                                              | Daniel Hannan Conservatore                                                              | Daniel Hannan Conservatore                                                              | Daniel Hannan Conservatore                                                              | Daniel Hannan Conservatore                                                              | Daniel Hannan Conservatore                                                              | Daniel Hannan Conservatore                                                              | Daniel Hannan Conservatore                                                              | Daniel Hannan Conservatore                                                              | Daniel Hannan Conservatore                                                              | Daniel Hannan Conservatore                                                              |                                                              |
| Dep. Partito                                                 |                                                              | James Provan Conservatore                                                               |                                                                                         | Richard Ashworth Conservatore (2014–2017) Indipendente (2017–2019) Change UK (2019)     | Richard Ashworth Conservatore (2014–2017) Indipendente (2017–2019) Change UK (2019)     | Richard Ashworth Conservatore (2014–2017) Indipendente (2017–2019) Change UK (2019)     | Richard Ashworth Conservatore (2014–2017) Indipendente (2017–2019) Change UK (2019)     | Richard Ashworth Conservatore (2014–2017) Indipendente (2017–2019) Change UK (2019)     | Richard Ashworth Conservatore (2014–2017) Indipendente (2017–2019) Change UK (2019)     | Richard Ashworth Conservatore (2014–2017) Indipendente (2017–2019) Change UK (2019)     | Richard Ashworth Conservatore (2014–2017) Indipendente (2017–2019) Change UK (2019)     | Richard Ashworth Conservatore (2014–2017) Indipendente (2017–2019) Change UK (2019)     | Richard Ashworth Conservatore (2014–2017) Indipendente (2017–2019) Change UK (2019)     | Richard Ashworth Conservatore (2014–2017) Indipendente (2017–2019) Change UK (2019)     |                                                                                         | Judith Bunting Liberal Democratici                                                      |                                                              |
| Dep. Partito                                                 |                                                              | Chris Huhne Liberal Democratici                                                         | Chris Huhne Liberal Democratici                                                         | Chris Huhne Liberal Democratici                                                         |                                                                                         | Sharon Bowles Liberal Democratici                                                       | Sharon Bowles Liberal Democratici                                                       | Sharon Bowles Liberal Democratici                                                       | Sharon Bowles Liberal Democratici                                                       | Sharon Bowles Liberal Democratici                                                       |                                                                                         | Janice Atkinson UKIP (2014–2015) Indipendente (2015–19)                                 | Janice Atkinson UKIP (2014–2015) Indipendente (2015–19)                                 | Janice Atkinson UKIP (2014–2015) Indipendente (2015–19)                                 |                                                                                         | Antony Hook Liberal Democratici                                                         |                                                              |
| Dep. Partito                                                 |                                                              | Emma Nicholson, baronessa Nicholson di Winterbourne Liberal Democratici                 | Emma Nicholson, baronessa Nicholson di Winterbourne Liberal Democratici                 | Emma Nicholson, baronessa Nicholson di Winterbourne Liberal Democratici                 | Emma Nicholson, baronessa Nicholson di Winterbourne Liberal Democratici                 | Emma Nicholson, baronessa Nicholson di Winterbourne Liberal Democratici                 |                                                                                         | Catherine Bearder Liberal Democratici                                                   | Catherine Bearder Liberal Democratici                                                   | Catherine Bearder Liberal Democratici                                                   | Catherine Bearder Liberal Democratici                                                   | Catherine Bearder Liberal Democratici                                                   | Catherine Bearder Liberal Democratici                                                   | Catherine Bearder Liberal Democratici                                                   | Catherine Bearder Liberal Democratici                                                   | Catherine Bearder Liberal Democratici                                                   |                                                              |
| Dep. Partito                                                 |                                                              | Caroline Lucas Verdi                                                                    | Caroline Lucas Verdi                                                                    | Caroline Lucas Verdi                                                                    | Caroline Lucas Verdi                                                                    | Caroline Lucas Verdi                                                                    | Caroline Lucas Verdi                                                                    | Caroline Lucas Verdi                                                                    |                                                                                         | Keith Taylor Verdi                                                                      | Keith Taylor Verdi                                                                      | Keith Taylor Verdi                                                                      | Keith Taylor Verdi                                                                      | Keith Taylor Verdi                                                                      |                                                                                         | Alexandra Phillips Verdi                                                                |                                                              |
| Dep. partito                                                 |                                                              | Peter Skinner Laburista                                                                 | Peter Skinner Laburista                                                                 | Peter Skinner Laburista                                                                 | Peter Skinner Laburista                                                                 | Peter Skinner Laburista                                                                 | Peter Skinner Laburista                                                                 | Peter Skinner Laburista                                                                 | Peter Skinner Laburista                                                                 | Peter Skinner Laburista                                                                 |                                                                                         | Anneliese Dodds (2014–17) Laburista                                                     |                                                                                         | John Howarth (2017–2020) Laburista                                                      | John Howarth (2017–2020) Laburista                                                      | John Howarth (2017–2020) Laburista                                                      |                                                              |
| Dep. Partito                                                 |                                                              | Mark Watts Lburista                                                                     | Seggio abolito                                                                          | Seggio abolito                                                                          | Seggio abolito                                                                          | Seggio abolito                                                                          | Seggio abolito                                                                          | Seggio abolito                                                                          | Seggio abolito                                                                          | Seggio abolito                                                                          | Seggio abolito                                                                          | Seggio abolito                                                                          | Seggio abolito                                                                          | Seggio abolito                                                                          | Seggio abolito                                                                          | Seggio abolito                                                                          | Seggio abolito                                               |